# Suso González
Suso González (Valladolid) es un guitarrista y compositor español.

## Biografía
Es profesor superior de guitarra clásica por el Real Conservatorio Superior de Música de Madrid y ha cursado estudios de Derecho (hasta 5.º Curso) en la Universidad de Valladolid. Obtuvo Premios de Honor en Guitarra Clásica y en Música de Cámara.
Ha sido profesor en la Facultad de Educación de la Universidad de Valladolid en el Departamento de la Expresión Musical, Plástica y Corporal, donde ha impartido las asignaturas de Guitarra, Sonorización de cuentos, Música coral y Lenguaje musical.
En el Conservatorio Profesional de Música de Valladolid fue profesor de Guitarra Clásica en grado elemental y medio.
También impartió durante dos años un curso especializado de guitarra para ciegos en la Fundación ONCE (enlace roto disponible en Internet Archive; véase el historial, la primera versión y la última)..
A partir de 1998 se ha centrado en su carrera como guitarrista y compositor.

## Discografía y otros
En 1997 se une a Celtas Cortos como compositor, arreglista y guitarrista, para elaborar un proyecto instrumental: El Alquimista Loco, que recorrería primero la Red de Teatros de Castilla y León y después la Red Nacional de Teatros. Más tarde llegaría un nuevo proyecto C’est la vie, con un nuevo cantante, Antuán. Con Celtas Cortos realizó más de 200 conciertos por toda España y Francia (entre 1997 y 2004).
En 2006, produjo Carnavals, su primer disco instrumental en solitario que presentó en el Universijazz de Valladolid de 2007. Es un disco ecléctico, mezcla de varias influencias musicales: pop, rock, jazz, clásica, ritmos latinos…
Además de con Celtas Cortos, en 1998 comenzó un nuevo proyecto musical, en este caso como miembro fundador del sexteto Concertango, dedicado, en principio y exclusivamente, a la interpretación de la música de Piazzolla. En 2007 el trabajo de muchos años finalmente se plasmó en un disco dedicado a Astor Piazzolla, Che, Piazzolla. En septiembre de 2012 verá la luz un nuevo trabajo A los maestros, una recopilación de tangos que incluye clásicos como La cumparsita, El choclo, Caminito… En él, Suso ha realizado arreglos originales para Volver y Romance de barrio.
A partir de 2006 también empieza a colaborar como guitarrista clásico con la Orquesta Sinfónica de Castilla y León en ciclos de música de cámara (Schönberg), Zarzuelas, Música de cine, Óperas (El Barbero de Sevilla, Palacio de la Música de Barcelona en mayo de 2010, etc). En febrero de 2011 fue guitarra solista en el concierto de Ute Lemper. Colabora también con la Fundación Siglo para las Artes de CyL, participando como guitarra solista en Cantania 2012 y en el proyecto African Sanctus Archivado el 21 de julio de 2012 en Wayback Machine. de 2011/12.
Desde el 2006 está siendo invitado por varias Universidades y Organismos Oficiales de Venezuela para realizar varios proyectos en teatros, universidades y Ateneos del Estado, cuya base ha sido la música de su CD Carnavals, a la que se han unido montajes audiovisuales, poesías, y la participación de 16 bailarines.
En su faceta de compositor también se ha acercado al mundo audiovisual, componiendo música para varios documentales (Absences, Gasherbrum II, The end of loneliness, Volver), teatro (La vida desatenta, Égloga de Plácida y Vitoriano), cine ([http://Aficionados www.aficionadoslapelicula.com], Pucela Square), y video-creación (Poemática y Materias). El documental The end of loneliness ganó el 1.º Premio al Mejor Documental Español en el Festival Unnim de Cinema de Muntanya (enlace roto disponible en Internet Archive; véase el historial, la primera versión y la última). de Torelló. Además ha compuesto la BSO de la serie emitida en la TVCyL, Canal 7, Sin límites: Pasión por la Aventura.
Actualmente se encuentra grabando su nuevo proyecto Carnavals 2.
Desde 2015 colabora con el grupo  '''Teloncillo Teatro''', primero como productor de su disco Azul y nidos y luego como compositor e intérprete en directo de la Caperucita dirigida por Claudio Hochmann. Esta obra ha conseguido el Primer Premio en el Festival de Teatro Clásico de Almagro en la categoría infantil-juvenil 2017. En 2018 el mismo equipo ha comenzado una versión de Alicia en el País de las Maravillas, también dirigida por Hochmann y que se estrenará en enero de 2019.

## Conciertos didácticos
Desde 2007 ha volcado todos sus conocimientos académicos y experiencia de escenario en un nuevo proyecto educativo elaborando una serie de Conciertos Didácticos (enlace roto disponible en Internet Archive; véase el historial, la primera versión y la última). que incluyen la utilización de nuevas tecnologías, ordenadores, proyecciones audiovisuales, etc., para dar a conocer las músicas populares más influyentes del siglo XX, y alentar a los alumnos a crear su propia música y a practicar instrumentos. Dichos proyectos, además de realizarse en Centros educativos públicos y privados, han sido incluidos en las programaciones de la Diputación Provincial de Valladolid; dentro del programa Educa, de Caja de Burgos, y en la Programación de Conciertos Didácticos de la Junta de Castilla y León, en sus programas Enteátrate, Vive la música y Artistea, en los que han participado anualmente más de 12.000 alumnos. 
Desde 2014 su proyecto Música Inmediata (enlace roto disponible en Internet Archive; véase el historial, la primera versión y la última). está incluido en las actividades, talleres y conciertos del Área Socieducativa (MIRADAS), del Centro Cultural Miguel Delibes. Este proyecto está apoyado por la Dirección General de Innovación Educativa de la Consejería de Educación de la Junta de Castilla y León. Sus Conciertos Didácticos también han sido patrocinados con Fondos Europeos dentro del programa Teatro en Red.
- Datos: Q6136428